# Samar Amer
Samar Amer Ibrahim Hamza (in arabo وسمر عامر إبراهيم‎?; Fayyum, 4 aprile 1995) è una lottatrice egiziana, specializzata nella lotta libera e nella lotta sulla spiaggia.

## Biografia
Si è messa in mostra ai Giochi del Mediterraneo sulla spiaggia di Pescara 2015, vincendo l'oro nel torneo degli oltre 70 kg. Lo stesso hanno ha vinto i campionati africani disputati ad Alessandria d'Egitto, nella categoria dei -75 kg. Si è confermata campionessa continentale a Port Harcourt 2018 nei -76 kg, ad Hammamet 2019 nei -72 kg e ad Algeri 2020 nei -76 kg.
Ha rappresentato la Egitto ai Giochi olimpici estivi di Rio de Janeiro 2016, dove si è piazzata dodicesima nel  torneo dei -75 kg, ed a Tokyo 2020, in cui ha concluso al decimo posto nella stessa categoria di peso. 
Ai Giochi del Mediterraneo di Tarragona 2018 e ai Giochi panafricani di Rabat 2019 ha guadagnato il bronzo nei -68 kg.
Si è ritirata dell'attività agonistica il 4 ottobre 2021, al termine dei mondiali di Oslo 2021, in cui ha ottenuto il bronzo nei -76 kg.

## Palmarès
- Mondiali

Oslo 2021: bronzo nei -76 kg;
- Giochi panafricani

Rabat 2019: bronzo nei -68 kg;
- Campionati africani

Alessandria d'Egitto 2016: oro nei -75 kg
Port Harcourt 2018: oro nei -76 kg;
Hammamet 2019: oro nei -72 kg;
Algeri 2020: oro nei -76 kg;
- Giochi del Mediterraneo

Tarragona 2018: bronzo nei -68 kg;
- Campionati del Mediterraneo

Algeri 2018: oro nei -72 kg;
- Giochi del Mediterraneo sulla spiaggia

Pescara 2015: oro nei +70 kg;